# Vänni
Vänni es una aldea situada en el municipio de Rõuge, en el condado de Võru, Estonia. Tiene una población estimada, en 2021, de 15 habitantes.
Está ubicada al sur del condado, cerca del Suur Munamägi —el punto más alto del país, con 318 metros—, del lago Rõuge Suurjärv y de la frontera con Letonia y Rusia.